# Ровеле
Ровеле (пол. Rowele) — село в Польщі, у гміні Рутка-Тартак Сувальського повіту Підляського воєводства.
Населення — 151 особа (2011).
У 1975-1998 роках село належало до Сувальського воєводства.

## Демографія
Демографічна структура станом на 31 березня 2011 року:
|          | Загалом | Допрацездатний вік | Працездатний вік | Постпрацездатний вік |
| -------- | ------- | ------------------ | ---------------- | -------------------- |
| Чоловіки | 80      | 26                 | 41               | 13                   |
| Жінки    | 71      | 25                 | 28               | 18                   |
| Разом    | 151     | 51                 | 69               | 31                   |